# Фроловское (Сасовский район)
Фро́ловское — село в Сасовском районе Рязанской области России. Входит в состав Гавриловского сельского поселения.

## Географическое положение
Село находится в северо-западной части Сасовского района, в 6 км к северо-западу от райцентра.
Ближайшие населённые пункты:

— село Гавриловское в 5 км к северу по асфальтированной (в 2 км по грунтовой) дороге;

— село Глядково в 9 км к северо-востоку по асфальтированной дороге;

— село Темгенево в 6,5 км к востоку по асфальтированной дороге;

— город Сасово в 4,5 км к юго-востоку по асфальтированной дороге;

— посёлок Сасовский в 3,5 км к юго-востоку по асфальтированной дороге;

— село Кобяково в 6,5 км к юго-западу по асфальтированной дороге;

— посёлок 12 лет Октября в 4,5 км к западу по асфальтированной дороге;

— деревня Рогожка в 6,5 км к северо-западу по асфальтированной дороге.
Ближайшая железнодорожная станция Сасово в 7 км к юго-востоку по асфальтированной дороге.

## История
Старинное село,  известно с 1612г. 6
В 1883 г. село Фроловское входила в Глядковскую волость Елатомского уезда Тамбовской губернии.
С 2004 г. и до настоящего времени входит в состав Гавриловского сельского поселения.
До этого момента село входило в Гавриловский сельский округ.

## Население
| 1914 | 1981 | 1989 | 2002 | 2010 |
| ---- | ---- | ---- | ---- | ---- |
| 620  | ↘400 | ↘370 | ↘340 | ↘302 |

## Природа
Климат
Климат умеренно континентальный с умеренно жарким летом (средняя температура июля +19 °С) и относительно холодной зимой (средняя температура января −11 °С). Осадков выпадает около 600 мм в год.
Рельеф
Рельеф плоский. Высота над уровнем моря 115—121 м.
Гидрография
Окрестности не богаты водоёмами. По восточной окраине, а также через само село протекают пересыхающие ручьи. На одном из них создана запруда.
Почвы
Почвы чернозёмные. Вся окрестная территория распахана.

## Инфраструктура
Дорожная сеть
По юго-западной окраине села проходит автомобильная дорога Р124 Шацк — Касимов. До её строительства дорога проходила непосредственно через село.
Улицы
В селе четыре улицы: Новая, Огородная, Спортивная, Центральная.
Транспорт
Связь с райцентром осуществляется пригородными (№ 107 Сасово — Чубарово, № 179 Сасово — Пителино), междугородним (№ 575 Сасово — Касимов) а также внутригородским (№ 7 — отдельные рейсы по расписанию) автобусными маршрутами.
Связь
Электроэнергию село получает по тупиковой ЛЭП 10 кВ, от подстанции 110/10 кВ «Цна» (резервная транзитная ЛЭП 10 кВ от подстанции 35/10 кВ «Нива»).